# Niedergörsdorf
Niedergörsdorf ist eine amtsfreie Gemeinde im Süden des Landkreises Teltow-Fläming in Brandenburg.

## Geografie
Die Gemeinde befindet sich im Niederen Fläming. Sie grenzt im Süden an das Land Sachsen-Anhalt (Landkreis Wittenberg).

## Gemeindegliederung
Niedergörsdorf besteht aus folgenden Ortsteilen:
| - Altes Lager - Blönsdorf - Bochow - Dalichow - Danna - Dennewitz - Eckmannsdorf - Gölsdorf | - Kaltenborn - Kurzlipsdorf - Langenlipsdorf - Lindow - Malterhausen - Mellnsdorf - Niedergörsdorf - Oehna | - Rohrbeck - Schönefeld - Seehausen - Wergzahna - Wölmsdorf - Zellendorf |

Hinzu kommen die Wohnplätze Bahnhof, Flugplatz, Neues Lager und Weidmannsruh.

## Geschichte
Niedergörsdorf gehörte bis 1952 zum Landkreis Jüterbog-Luckenwalde, der seit 1817 in Preußen, in der SBZ und in der DDR bestand. Von 1946 bis 1952 trug er den Namen Landkreis Luckenwalde. Durch die Verwaltungsreform von 1952 entstand der Kreis Jüterbog im Bezirk Potsdam, dem Niedergörsdorf bis 1993 angehörte (ab 1990 im Land Brandenburg). Seitdem gehört die Gemeinde zum Landkreis Teltow-Fläming.
Zwischen 1916 und 2004 war Niedergörsdorf wegen seines Fliegerhorstes militärisch bedeutsam.

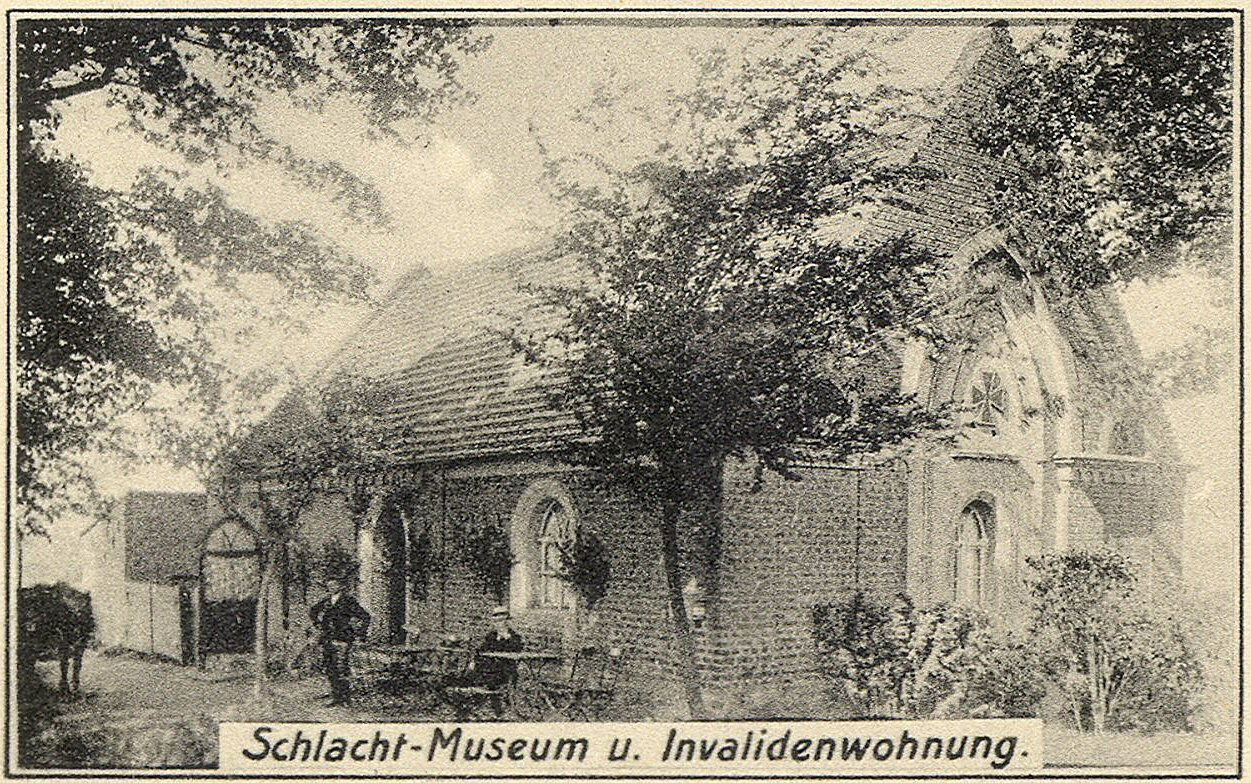
Dennewitz, Schlachtenmuseum und Invalidenwohnung (Historische Aufnahme)

Die Gemeinde bestand 1990 aus fünf Ortsteilen (Dorf, Bahnhof, Gölsdorf, Wölmsdorf, Kaltenborn). 1991 schlossen sich Niedergörsdorf und Dennewitz zur Verwaltungsgemeinschaft Niedergörsdorf/Dennewitz zusammen. Niedergörsdorf gehörte mit Wirkung vom 15. Juni 1992 zu den 10 Gemeinden, die das Amt Niedergörsdorf bildeten. Ab 1993 entwickelte sich der sechste Ortsteil Niedergörsdorfs, der den Namen „Flugplatz“ erhielt. Hier siedelten sich zunächst deutschstämmige Spätaussiedler aus Kasachstan an. Mit Wirkung vom 31. Dezember 1997 schlossen sich 14 Gemeinden, so auch Niedergörsdorf, zur Gemeinde Niedergörsdorf zusammen. Sie gaben damit ihre Selbstständigkeit auf. Mit Erlass einer neuen Hauptsatzung im Mai 2003 wurden die Ortsteile Bahnhof und Flugplatz aufgelöst. Bahnhof gehört seither zum Ortsteil Niedergörsdorf und Flugplatz zum Ortsteil Altes Lager.

## Bevölkerungsentwicklung
| Jahr | Einwohner |
| ---- | --------- |
| 1875 | 0 257     |
| 1890 | 0 279     |
| 1910 | 0 470     |
| 1925 | 0 570     |
| 1933 | 0 678     |
| 1939 | 1 629     |

| Jahr | Einwohner |
| ---- | --------- |
| 1946 | 0 742     |
| 1950 | 0 794     |
| 1964 | 1 328     |
| 1971 | 1 301     |
| 1981 | 1 219     |
| 1985 | 1 252     |

| Jahr | Einwohner |
| ---- | --------- |
| 1990 | 1 212     |
| 1995 | 1 860     |
| 2000 | 7 404     |
| 2005 | 6 854     |
| 2010 | 6 285     |
| 2015 | 6 084     |

| Jahr | Einwohner |
| ---- | --------- |
| 2020 | 6 141     |
| 2021 | 6 114     |
| 2022 | 6 204     |
| 2023 | 6 184     |
| 2024 | 6 147     |

Gebietsstand des jeweiligen Jahres, Einwohnerzahl: Stand 31. Dezember (ab 1991), ab 2011 auf Basis des Zensus 2011, ab 2022 auf Basis Zensus 2022
Die Zunahme der Einwohnerzahl 2000 ist auf den Zusammenschluss von 14 Gemeinden zur neuen Gemeinde Niedergörsdorf im Jahr 1997 zurückzuführen.

## Politik

### Gemeindevertretung
Die Gemeindevertretung von Niedergörsdorf besteht entsprechend der Einwohnerzahl der Gemeinde aus 18 Gemeindevertretern und der hauptamtlichen Bürgermeisterin. Die Kommunalwahl am 9. Juni 2024 führte bei einer Wahlbeteiligung von 65,2 % zu folgendem Ergebnis:
| Partei / Wählergruppe                          | Stimmenanteil 2019 | Sitze 2019 |        | Stimmenanteil 2024 | Sitze 2024 |
| ---------------------------------------------- | ------------------ | ---------- | ------ | ------------------ | ---------- |
| AfD                                            | 11,5 %             | 2          | 20,0 % | 2                  |            |
| Bürgergemeinschaft der Gemeinde Niedergörsdorf | 22,9 %             | 4          | 18,4 % | 3                  |            |
| Bauernverband Teltow-Fläming                   | –                  | –          | 17,9 % | 3                  |            |
| SPD                                            | 26,8 %             | 5          | 12,2 % | 2                  |            |
| Altes Lager für Alle                           | –                  | –          | 10,3 % | 2                  |            |
| Die Linke                                      | 16,6 %             | 3          | 09,0 % | 2                  |            |
| CDU                                            | 04,0 %             | 1          | 06,7 % | 1                  |            |
| Bündnis 90/Die Grünen                          | 07,0 %             | 1          | 03,1 % | 1                  |            |
| Einzelbewerberin Manuela Tampe                 | –                  | –          | 02,3 % | –                  |            |
| Einzelbewerber Max Göritz                      | 05,6 %             | 1          | –      | –                  |            |
| Einzelbewerber Michael Heinzel                 | 03,4 %             | 1          | –      | –                  |            |
| Einzelbewerber Jörn Martin                     | 02,3 %             | –          | –      | –                  |            |
| Insgesamt                                      | 100 %              | 18         | 100 %  | 16                 |            |

Bei der Wahl 2024 entfielen auf die AfD vier Sitze, von denen zwei unbesetzt bleiben, weil die Partei nur zwei Kandidaten nominiert hatte.

### Bürgermeister
- 1998–2018: Wilfried Rauhut (parteilos)[13]
- seit 2019: Doreen Boßdorf (Bürgergemeinschaft der Gemeinde Niedergörsdorf)

Boßdorf wurde in der Bürgermeisterstichwahl am 21. Oktober 2018 mit 52,4 % der gültigen Stimmen für eine Amtszeit von acht Jahren gewählt. Sie trat ihr Amt am 1. Januar 2019 an. Ihre Amtszeit beträgt acht Jahre.

### Wappen
| Wappen von Niedergörsdorf | Blasonierung: „In Gold auf grünem Berg eine schwarze Windmühle mit silbernen Flügeln.“             |
| Wappen von Niedergörsdorf | Das Wappen wurde am 28. November 1997 durch das Brandenburgische Ministerium des Innern genehmigt. |

### Dienstsiegel
Das Dienstsiegel enthält das Gemeindewappen mit der Umschrift: „GEMEINDE NIEDERGÖRSDORF • LANDKREIS TELTOW-FLÄMING“.

## Sehenswürdigkeiten und Kultur
In der Liste der Baudenkmale in Niedergörsdorf und der Liste der Bodendenkmale in Niedergörsdorf stehen die in der Denkmalliste des Landes Brandenburg eingetragenen Kulturdenkmale.

### Kirchen
- Dorfkirche Kaltenborn mit einem Kanzelaltar aus dem 19. Jahrhundert sowie einer Orgel von Johann Tobias Turley
- Dorfkirche Lindow, ihre Baugeschichte ist noch nicht völlig geklärt. Möglich ist, dass das Bauwerk bereits im 12. Jahrhundert entstand und im Laufe der Jahrhunderte mehrfach umgebaut und erweitert wurde. Im Innenraum steht unter anderem ein Altarretabel aus der Zeit zwischen 1712 und 1736 sowie eine Fünte aus der Zeit um 1500. Der Dachstuhl entstand unter anderem aus Eschenholz und zählt zu den ältesten erhaltenen Zimmererarbeiten der Region.
- Feldsteinkirche Mellnsdorf aus der ersten Hälfte des 13. Jahrhunderts. Die Saalkirche mit eingezogenem Chor und anschließender Apsis verfügt seit dem 19. Jahrhundert über einen Fachwerkturm sowie einen Westgiebel mit Portal. Das Dach des Kirchturms wurde 1957 erneuert, wobei jedoch schwere Mängel auftraten, die 2002 dazu führten, dass die Kirchturmspitze abgenommen werden musste. Seitdem steht sie neben der Kirche.
- Dorfkirche Rohrbeck, spätgotische Feldsteinkirche aus dem ersten Viertel des 14. Jahrhunderts. Der barocke Turmaufsatz kam vermutlich Anfang des 16. Jahrhunderts hinzu. Im Innenraum steht unter anderem ein Kanzelaltar aus dem Anfang des 18. Jahrhunderts.
- Dorfkirche Wölmsdorf, Feldsteinkirche aus dem Jahr um 1300. Im Innern steht unter anderem ein Altarretabel aus dem 18. Jahrhundert.

### Denkmäler
Auf einer Anhöhe zwischen Niedergörsdorf und Dennewitz steht ein Obelisk, entworfen von Karl Friedrich Schinkel. Er wurde am 6. September 1817 als erstes Denkmal für die Schlacht bei Dennewitz errichtet. Er steht dort, wo während der Schlacht die Division des Generalleutnants August von Thümen den Gegner nach schweren Kämpfen zurückdrängte. Eine Inschrift besagt: „Die gefallenen Helden ehrt dankbar König und Vaterland. Sie ruhn in Frieden. Dennewitz, den 6. September 1813.“ Der Obelisk ist Teil einer von Friedrich Wilhelm III. gewünschten Denkmalanlage, zu der auch ein unterhalb gelegenes, von Schinkel entworfenes Haus gehört, in dem gemäß dem Wunsch des Königs immer ein Kriegsveteran mietfrei wohnte (bis 1945, dann bis 1952 leerstehend, dann Dienstwohnung des Oberförsters). Die sich anschließende Eichenallee stammt von Peter Joseph Lenné.

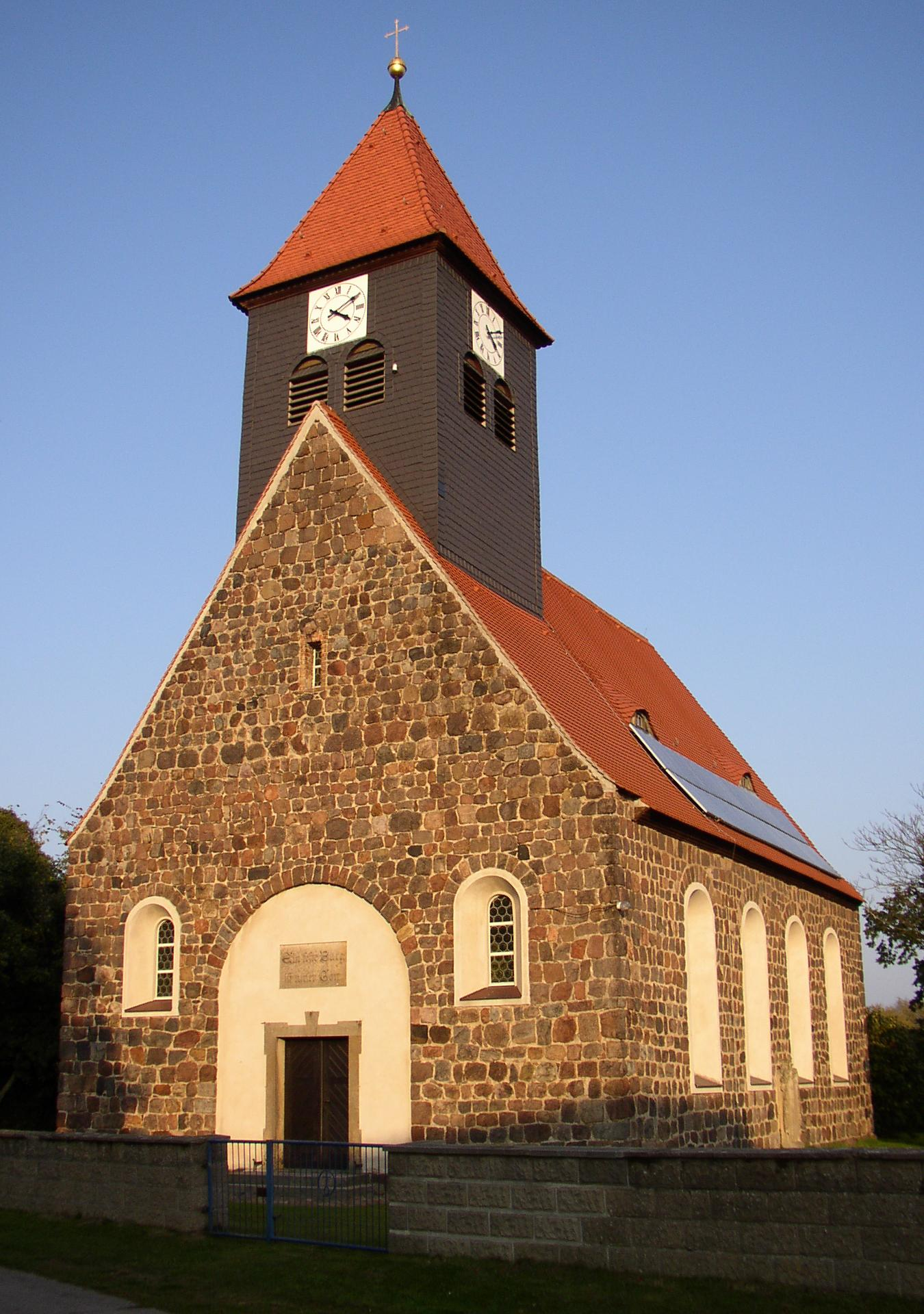
Kirche in Blönsdorf
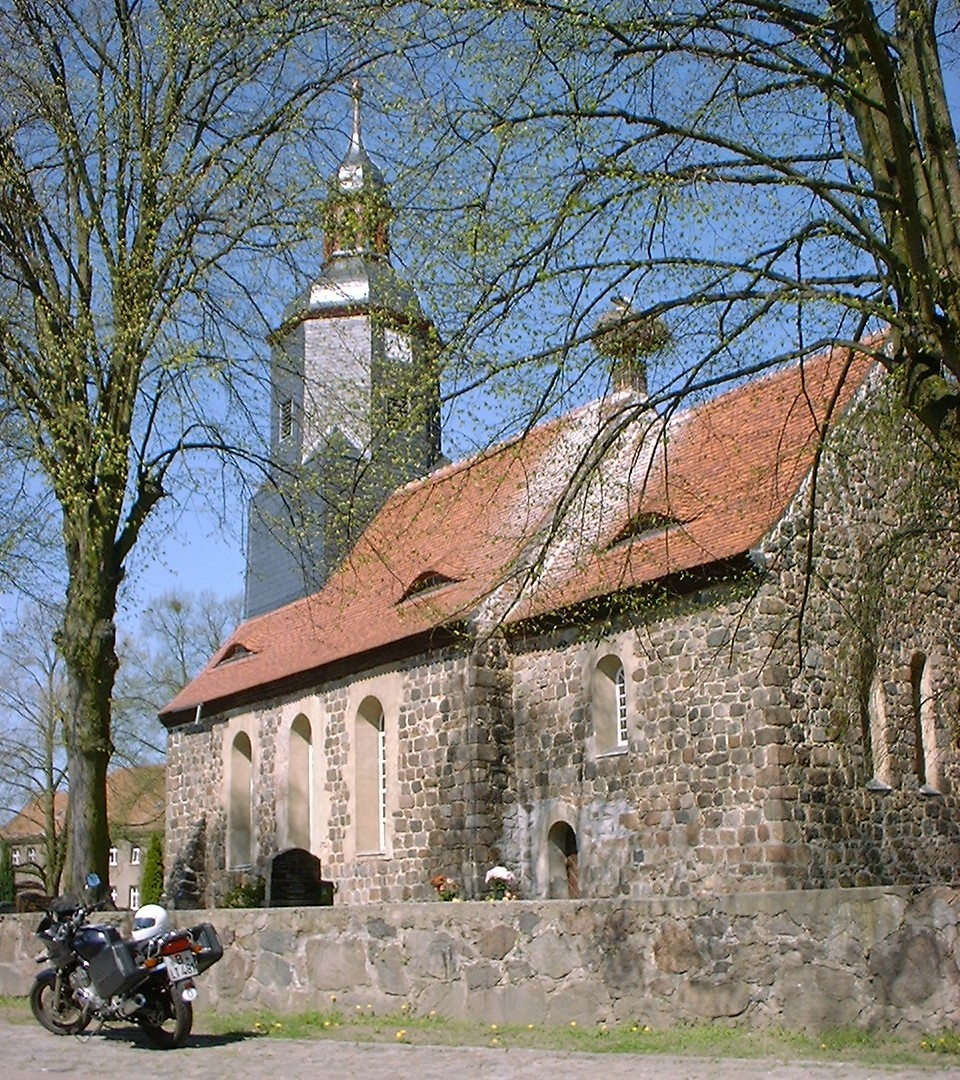
Feldsteinkirche in Seehausen
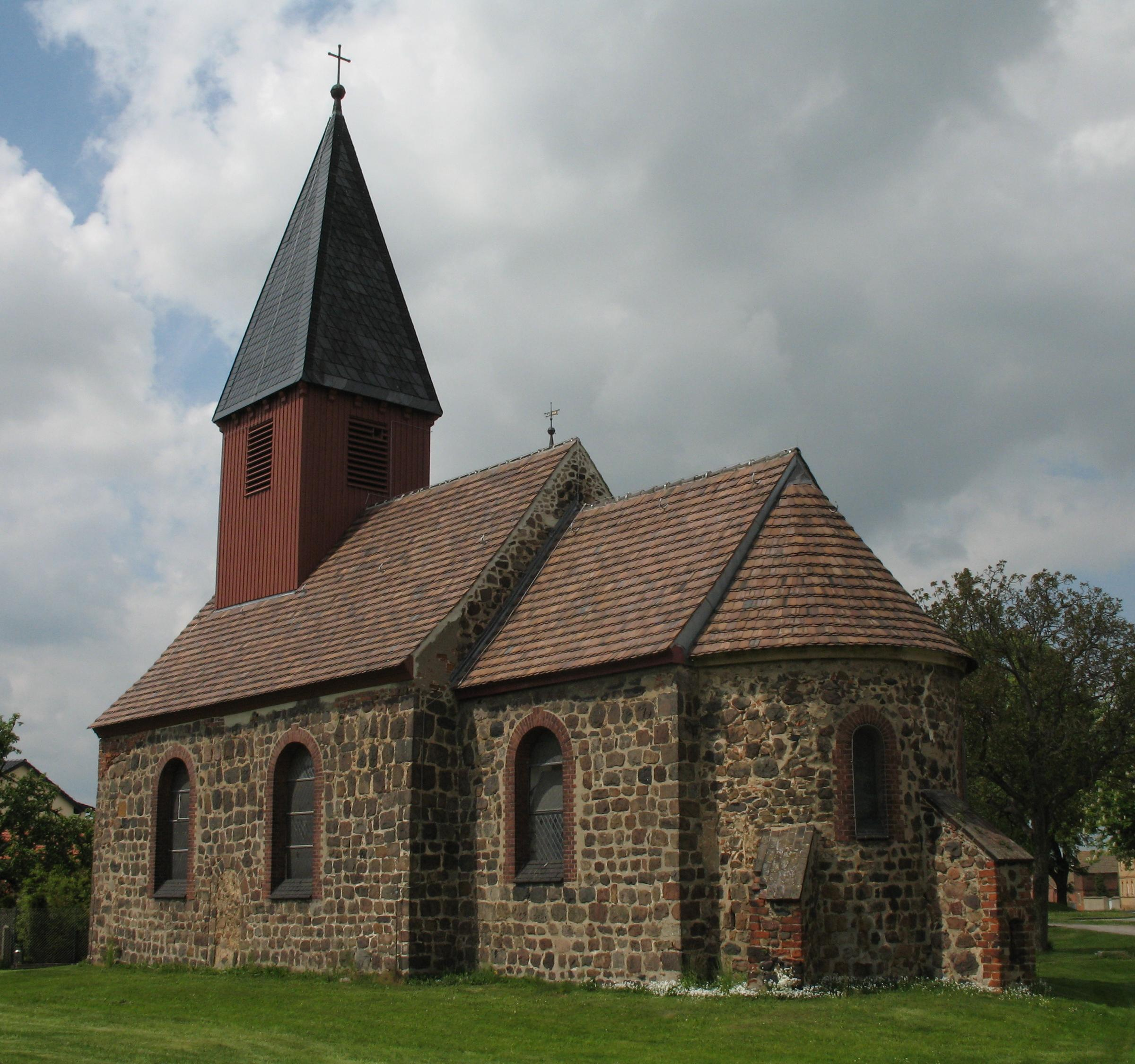
Kirche in Mellnsdorf
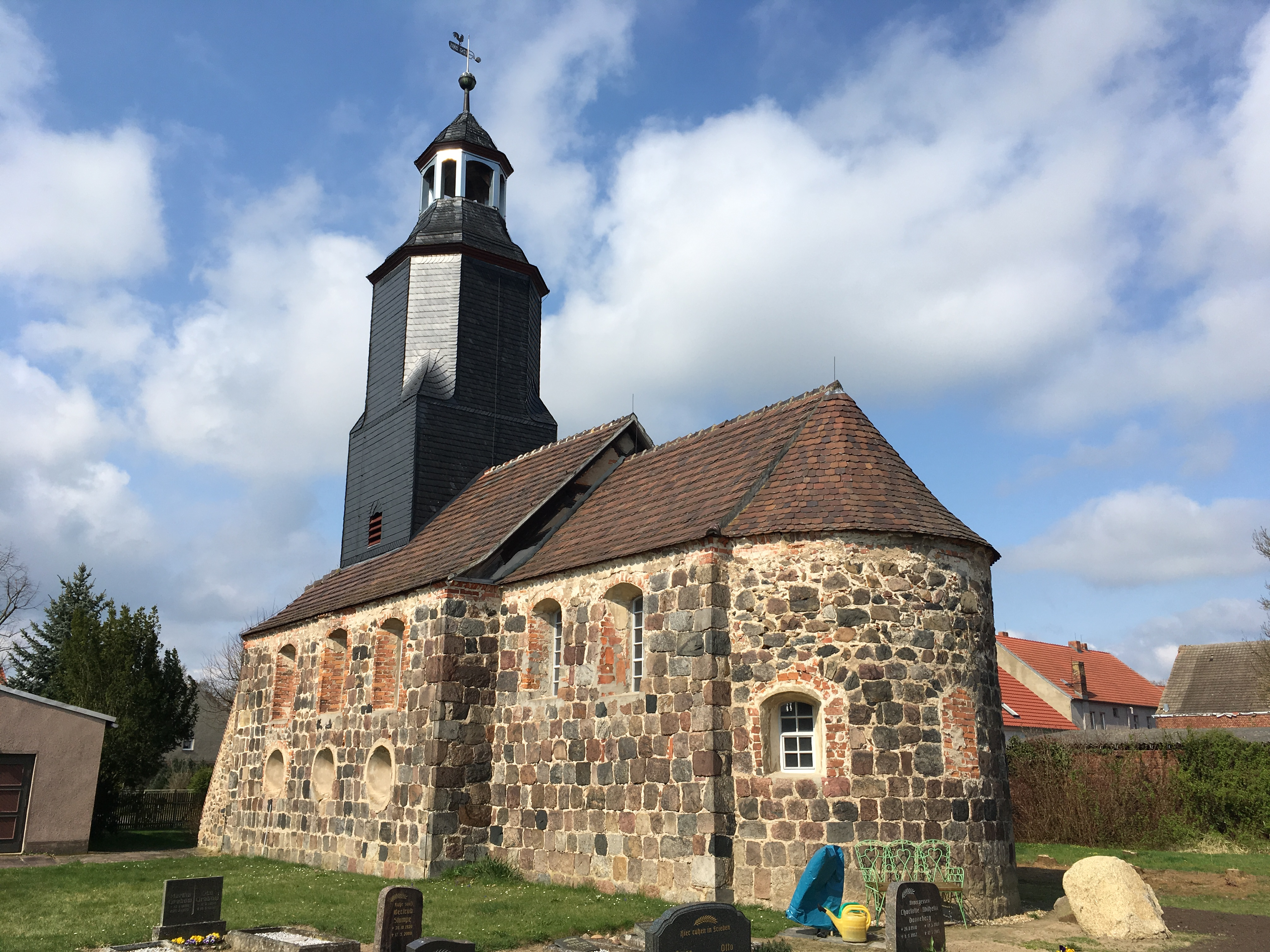
Dorfkirche Kaltenborn
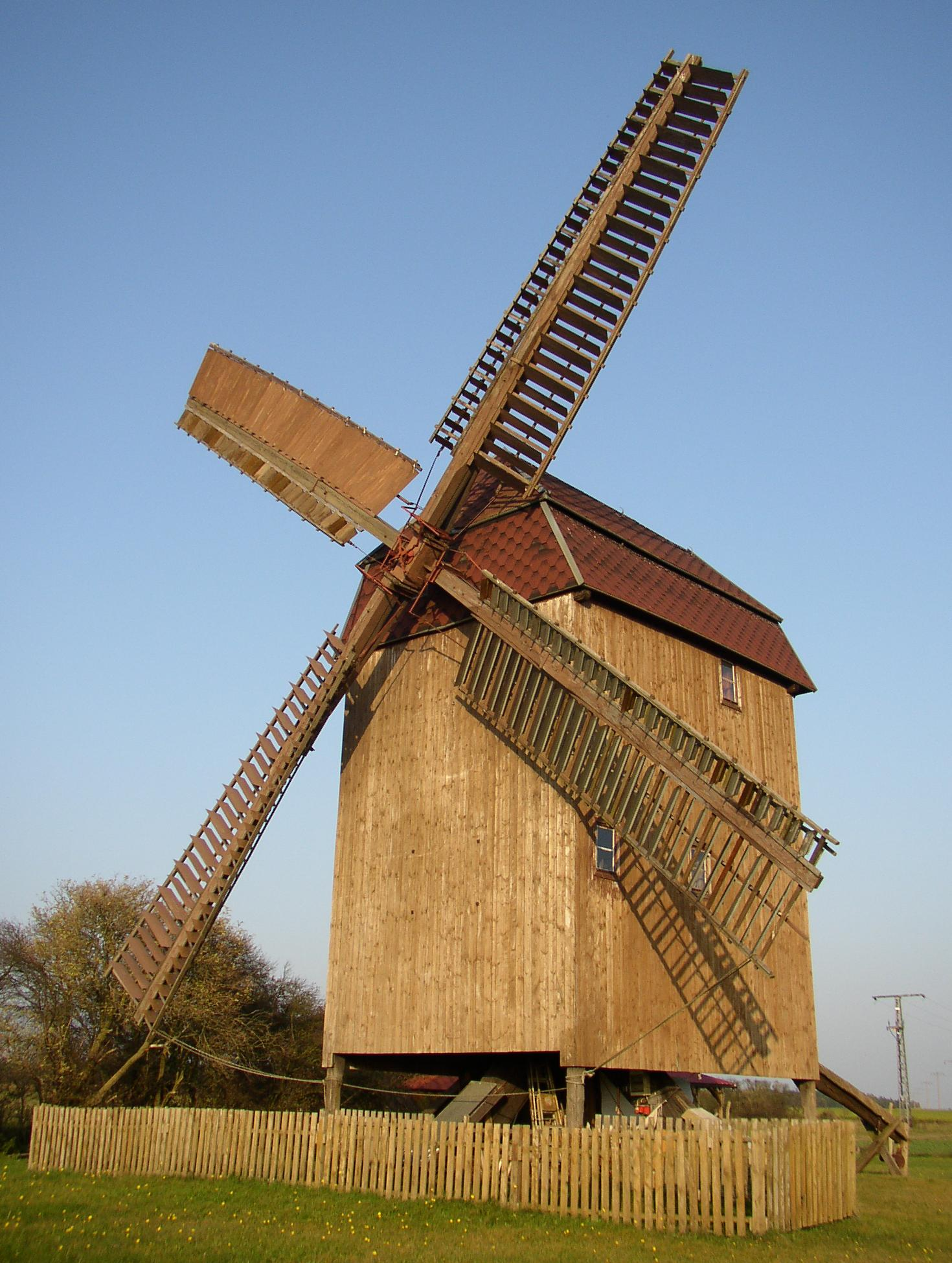
Denkmalgeschützte Bockwindmühle in Mellnsdorf
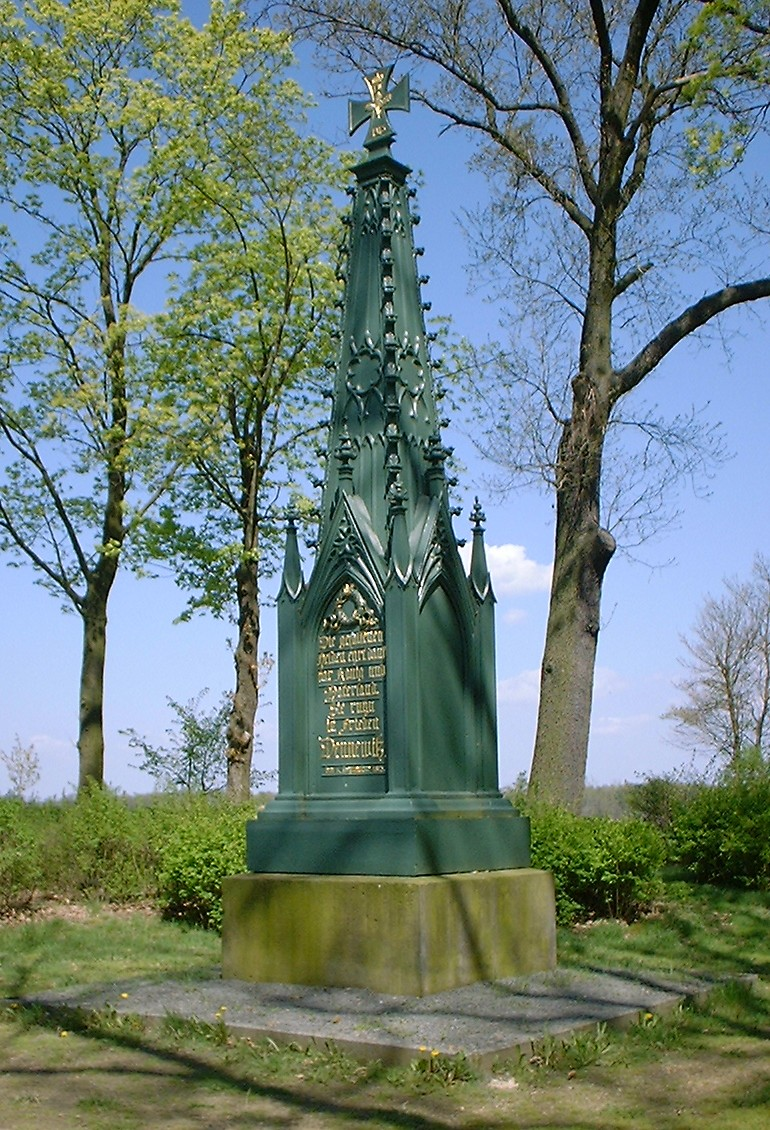
Obelisk (von Schinkel)

### Naturdenkmale
Siehe Liste der Naturdenkmale in Niedergörsdorf

### Regelmäßige Veranstaltungen
In den Jahren 2010 und 2011 fand das inzwischen eingestellte OFT-Festival in Niedergörsdorf statt. Seit 2011 wird das „Spirit from the streets“-Festival auf dem Flugplatz ausgerichtet. Auch das „Freqs of Nature“ fand dort bis 2018 statt.

## Wirtschaft und Infrastruktur

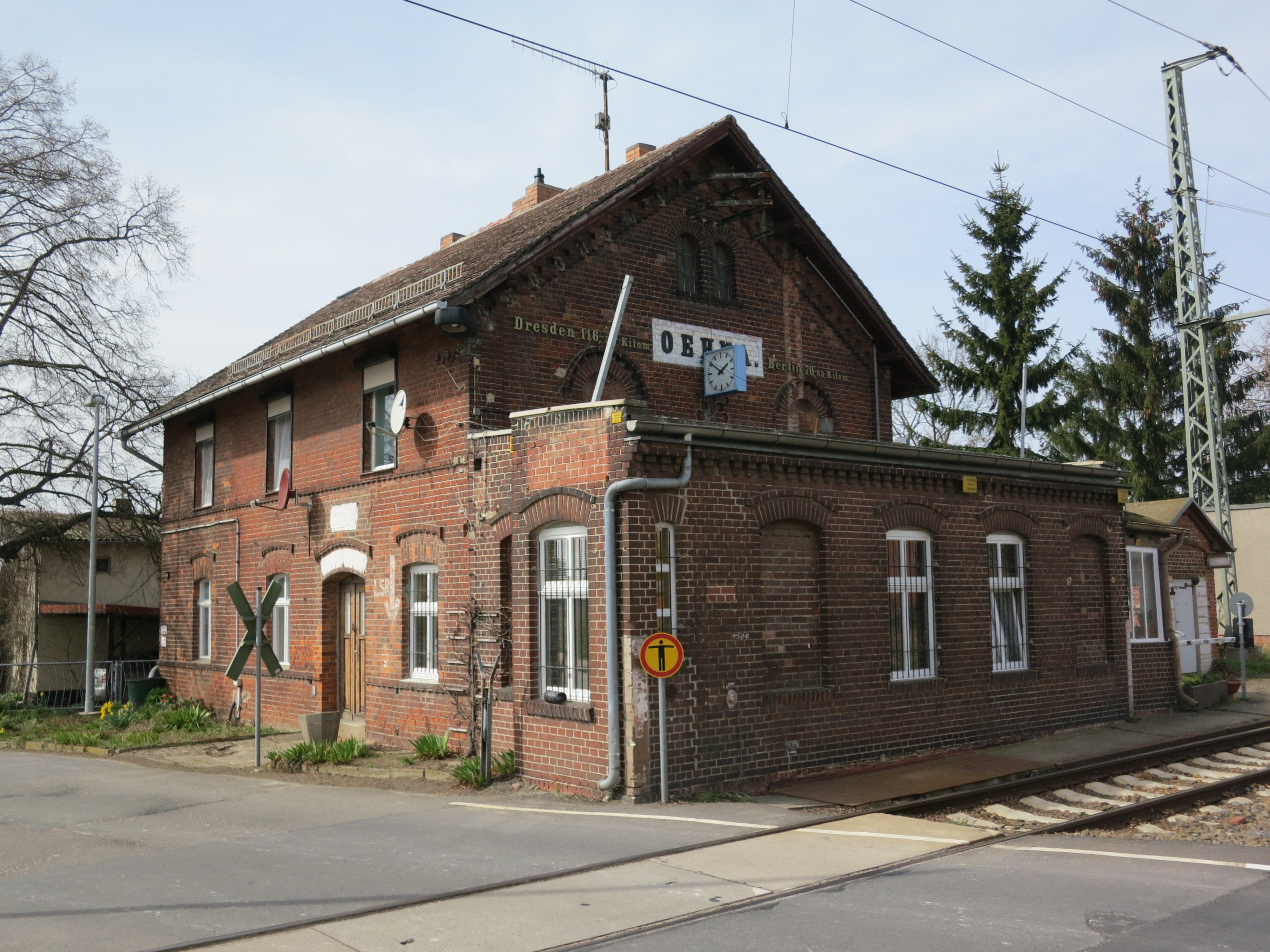
Bahnhof Oehna

### Verkehr
Straßenverkehr
Folgende Landesstraßen durchqueren das Gemeindegebiet von Niedergörsdorf:
- L 81 zwischen dem Ortsteil Seehausen und Jüterbog
- L 82 zwischen dem Ortsteil Seehausen und Marzahna
- L 715 zwischen dem Ortsteil Landgenlipsdorf und der Landesgrenze Sachsen-Anhalt (Landkreis Wittenberg)
- L 811 zwischen dem Ortsteil Rohrbeck und der Landesgrenze Sachsen-Anhalt (Landkreis Wittenberg)
- L 812 zwischen dem Ortsteil Gölsdorf und Kemnitz

Bahnverkehr
- Der Bahnhof Niedergörsdorf liegt an der Bahnstrecke Berlin–Halle, ebenso der Haltepunkt Blönsdorf. Hier halten die Züge der Regional-Express-Linie RE 3 Schwedt (Oder)–Berlin–Lutherstadt Wittenberg.
- Der Bahnhof Oehna und der Haltepunkt Zellendorf befinden sich an der Bahnstrecke Jüterbog–Röderau. Sie werden von der Linie RE 4 Rathenow–Berlin–Falkenberg (Elster) bedient.
- Der Haltepunkt Altes Lager liegt an der Bahnstrecke Jüterbog–Nauen, auf der die Regionalbahnlinie RB 33 Potsdam Hbf–Jüterbog verkehrt.

### Sport
Durch die ganze Gemeinde zieht sich der Fläming-Skate, der im Ortsteil Altes Lager einen eigenen Rundkurs hat. Hier befindet sich auch eine Kart-Bahn.

## Persönlichkeiten
- Balthasar Menz der Ältere (1500–1585), Pfarrer in Eckmannsdorf
- Alfred Bogen (1885–1944), Museumsdirektor, in Eckmannsdorf geboren
- Arthur Hannemann (* 1935), Leichtathlet, in Bochow geboren